# Selección de balonmano de los Estados Unidos
La Selección de balonmano de los Estados Unidos es el equipo formado por jugadores de nacionalidad estadounidense que representa a la Federación Estadounidense de Balonmano en las competiciones internacionales organizadas por la Federación Internacional de Balonmano (IHF) o el Comité Olímpico Internacional (COI). Hasta la fecha, el mayor éxito de este conjunto se corresponde con el subcampeonato alcanzado en los Campeonatos Panamericanos de 1983 y 1985.
En el mundial de 2023 consigue su primera victoria en un mundial, tras 25 derrotas consecutivas.  Esa victoria, le hizo ocupar el primer puesto en la primera fase, clasificándose para la segunda, quedando penúltimo de su grupo tras derrotar a Bélgica por 24-22. 

## Historial

### Juegos Olímpicos
- 1936 - 6.ª plaza
- 1972 - 14.ª plaza
- 1976 - 10.ª plaza
- 1980 - No participó
- 1984 - 9.ª plaza
- 1988 - 12.ª plaza
- 1992 - No participó
- 1996 - 9.ª plaza
- 2000 - No participó
- 2004 - No participó
- 2008 - No participó
- 2012 - No participó
- 2016 - No participó

### Campeonatos del Mundo
- 1938 - No participó
- 1954 - No participó
- 1958 - No participó
- 1961 - No participó
- 1964 - 15.ª plaza
- 1967 - No participó
- 1970 - 16.ª plaza
- 1974 - 16.ª plaza
- 1978 - No participó
- 1982 - No participó
- 1986 - No participó
- 1990 - No participó
- 1993 - 16.ª plaza
- 1995 - 21.ª plaza
- 1997 - No participó
- 1999 - No participó
- 2001 - 24ª plaza
- 2003 - No participó
- 2005 - No participó
- 2007 - No participó
- 2009 - No participó
- 2011 - No participó
- 2013 - No participó
- 2015 - No participó
- 2017 - No participó
- 2019 - No participó
- 2021 - Renunció[2]
- 2023 - 20ª plaza

### Campeonatos de América
- 1979 -  Tercera
- 1981 -  Tercera
- 1983 -  Subcampeona
- 1985 -  Subcampeona
- 1989 -  Tercera
- 1994 -  Tercera
- 1996 -  Tercera
- 1998 - 4ª plaza
- 2000 - 4.ª plaza
- 2002 - 4.ª plaza
- 2004 - 8.ª plaza
- 2006 - 4.ª plaza
- 2008 - No participó
- 2010 - No participó
- 2012 - 7.ª plaza
- 2014 - 6.ª plaza
- 2016 - 8.ª plaza
- 2018 - 7.ª plaza

### Campeonato Norteamericano y Caribeño
- 2014:  Tercera
- 2018: 5ª plaza
- 2022:  Campeona
- 2024:  4ª plaza